# Балканські мішані ліси
Балканські мішані ліси (англ. Balkan mixed forests) — природний європейський екологічний регіон сезонних широколистяних та мішаних лісів, що займає центральну й східну частину Балканського півострова, за класифікацією Всесвітнього фонду охорони дикої природи (WWF). Цей регіон належить до лісів помірного поясу Палеарктики. Рослинність цього екорегіону, особливо лісів і луків, має типово центральноєвропейський характер. У мішаних лісах переважає дуб фрайнетто (Quercus frainetto), який перемежовується сосною, ялицею та ялиною. Вище лісової зони в горах — шибляк і пасовища на полонинах. По долинах і на захищених схилах — буково-грабові ділянки лісів. Біорізноманіття флори й фауни трохи вища в порівнянні з такою для більшості інших екорегіонів Центральної та Західної Європи, особливо високе серед герпетофауни.
За фітогеографічним районуванням світу Армена Тахтаджяна екорегіон поділений між Центральноєвропейською, Іллірійською та Чорономорською провінціями Циркумбореальної області Голарктики.

## Територія
Екологічний регіон балканських мішаних лісів займає більшу частину центральної та східної частини Балканського півострова. На півночі його кордони з паннонськими мішаними лісами Середньодунайської низовини тягнуться від Динарського нагір'я на заході, де ліси межують з гірськими динарськими мішаними лісами (долиною Дрини), до Південних Карпат, що вкриті карпатськими хвойними лісами, і далі Нижньодунайською низовиною майже до Бухареста, де межують з центральноєвропейськими мішаними лісами, східноєвропейським лісостепом та понтійським степом. На сході балканські ліси виходять безпосередньо до Чорного моря, а поблизу Стамбула межують з евксіно-колхідськими широколистяними лісами. На півдні, в Греції та Туреччині екорегіон омивається водами Егейського і Мармурового морів, та межує з мішаними та склерофільними лісами Егеї та Західної Туреччини. На заході регіон облямовують гірські мішані ліси Пінду й Динар. У горах Болгарії поширені родопські гірські мішані ліси. Загальна площа регіону становить 224,7 тис. км².

## Рельєф
Рельєф регіону загалом характеризується рівнинним характером ландшафтів. Це Середно- та Нижньодунайські низовини в долині Дунаю, долини Морави, Вардару — на заході; прибережні рівнини Чорного та Егейського морів. Болгарські гірські системи (Стара-Планіна, Родопи) не входять до даного екологічного регіону, а виокремлюються в самостійний — родопських гірських мішаних лісів. Перепад висот: від рівня моря до 2626 м.

## Клімат
У кліматичному відношення балканські мішані ліси північною частиною лежать у перехідній області помірного поясу від морського до континентального типу з достатнім зволоженням, а південною заходять в субтропічний пояс з жарким посушливим літом і вологою прохолодною зимою. За класифікацією Кеппена, на півночі помірно холодний з рівномірним зволоженням і теплим літом, на півдні помірно теплий з рівномірним зволоженням і жарким літом — Dfb і Cfa, відповідно. Загалом середні температури січня не опускаються нижче -6 °C, а липня не перевищують 25 °C.

## Ґрунти
Для узвиш загалом характерні гірські бурі лісові ґрунти, що на півдні переходять у гірські коричневі, для долини Дунаю — алювіальні та чорноземні.

## Рослинність

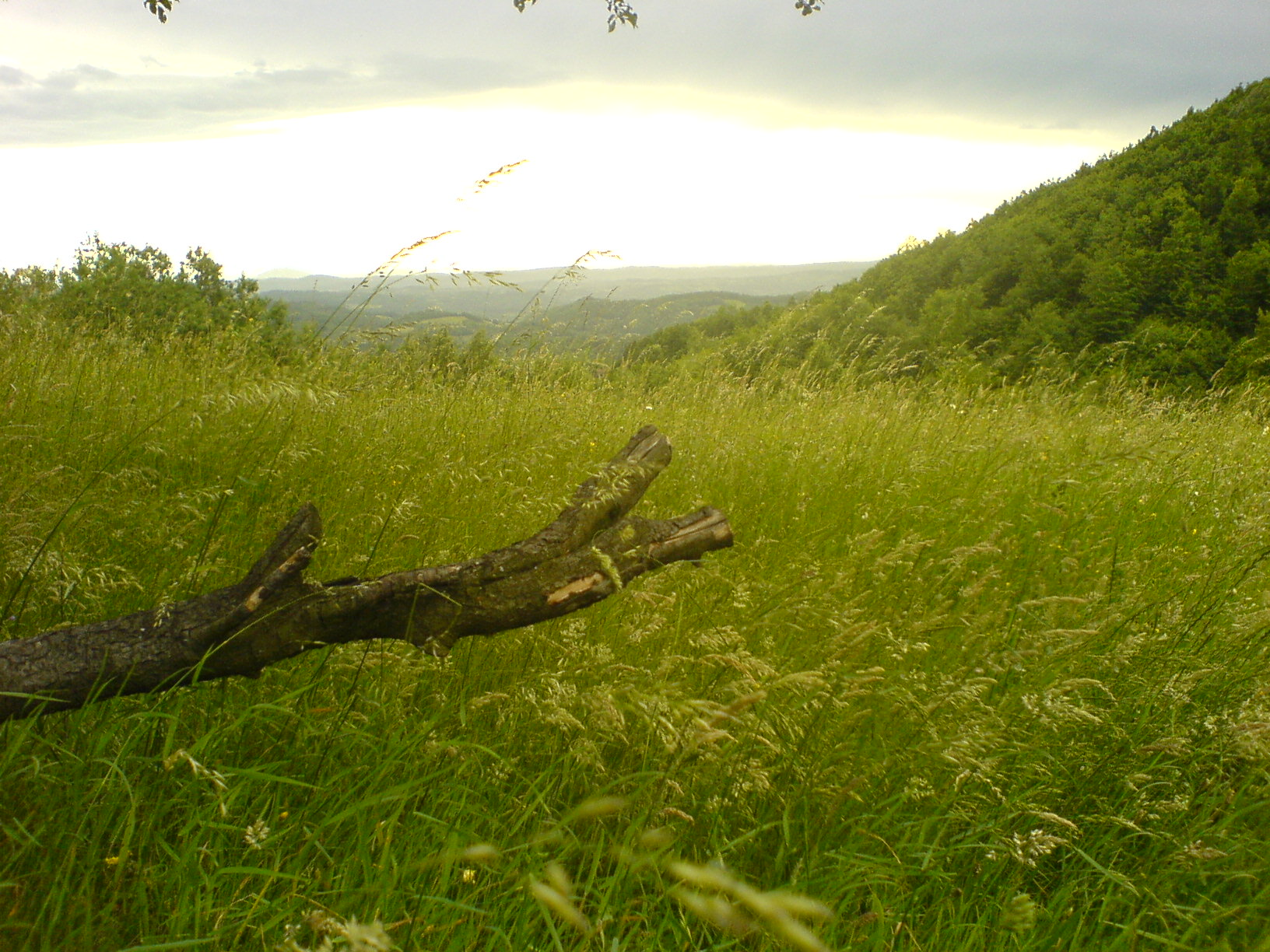
Луки й балканські мішані ліси в центральній Сербії

Рослинний покрив екологічного регіону балканських мішаних лісів, особливо у лісах і на луках, має типово центральноєвропейський характер. Флористичне біорізноманіття відносно високе в порівнянні з іншою частиною Центральної Європи, присутня велика кількість ендемічних видів. Серед лісового деревостою мішаних лісів переважають дуби, особливо дуб густий (Quercus frainetto), серед хвойної домішки помітні сосни (Pinus sylvestris), ялиця біла (Abies alba) і смерека (Picea abies). На схилах узвиш — пасовища, зарості чагарників, шибляку, луки. У гірських долинах і на захищених схилах буково-грабові ліси (Fagus sylvatica, Carpinus orientalis, C. betulus). Загальна кількість описаних видів рослин — 3,5 тис..

## Тваринний світ
Фауністичне біорізноманіття загалом вища в порівнянні з іншою частиною Центральної Європи, особливо високе серед герпетофауни. У фауні даного регіону описано 90 видів ссавців, 285 видів птахів і 55 видів рептилій.  30 видів знаходиться під загрозою вимирання, серед яких: широковух звичайний (Barbastella barbastellus), довгокрил звичайний (Miniopterus schreibersii), нічниця довговуха (Myotis bechsteinii), нічниця ставкова (M. dasycneme), підковик південний (Rhinolophus euryale); сиворакша (Coracias garrulus), шуліка рудий (Milvus milvus), орел-могильник (Aquila heliaca), кібчик (Falco vespertinus); великий тритон (Triturus dobrogicus); північна лісова мураха (Formica aquilonia).

## Охорона природи
Природоохоронна мережа даного регіону досить розгалужена й добре налагоджена, проте, зміна політичного клімату може загрожувати недоцільній фрагментації середовища проживання тварин, особливо в західній частині. Загальна площа території під різним ступенем охорони становить 3,4 %.